# Ahmad Ajab
Ahmad Ajab est footballeur koweïtien, qui joue au poste d'attaquant. Après avoir commencé sa carrière pour Al Sahel, il a été transféré à Al Qadisiya Koweït en juillet 2007.

## Profil
Après avoir déménagé dans son nouveau club, il fut rapidement couronné meilleur buteur du Championnat de Koweït en 2007, et fut appelé en sélection nationale. Il marqua d'ailleurs un triplé lors de ses débuts. 